# The Love Bug (singel)
The Love Bug – singel m-flo wykonany z BoA (m-flo loves BoA) wydany 17 marca 2004 roku.
Singel został umieszczony na albumie m-flo Astromantic.

## Lista utworów
- CD singel (17 marca 2004)[1]

1. „The Love Bug” – 4:01
2. „The Love Bug” (Big Bug NYC Remix) – 3:41
3. „The Love Bug” (Covered By Bagdad Cafe The Trench Town) – 5:03
4. „Bonus Track”

## Notowania na Listach przebojów
| Kraj    | Lista (2004) | Najwyższa pozycja |
| ------- | ------------ | ----------------- |
| Japonia | Top 20       | 3                 |